# 噶章·洛桑仁增
噶章·洛桑仁增（Gadrang Lobsang Rigzin，1905年—？）藏族，西藏江孜人，西藏噶厦官员。

## 生平
1956年4月，西藏自治区筹备委员会成立，噶章·洛桑仁增任委员。
1959年藏区骚乱发生前，3月5日，西藏工委统战部副部长梁洪和处长李佐民到代理机巧堪布噶章·洛桑日增（三品，与噶倫平级，1959年3月随达赖外逃；机巧堪布为僧官，总管达赖喇嘛私人事务，如同管家，无任何行政职务，但因其为达赖喇嘛侍从，故实权甚大）的家里接洽达赖喇嘛要到军区看戏的时间定为哪一天，另达赖喇嘛要求安排要简便需确定邀请哪些人合适。梁洪首先提出了一个邀请的名单，征求噶章的意见。这个名单包括达赖喇嘛的两位经师，他的亲属，五位噶伦，三大寺（即黄教拉萨三大寺：色拉寺、哲蚌寺和甘丹寺）的堪布（一般为喇嘛教寺院僧职官，是寺院或其下属机构主持人，此处是指参与原西藏地方政府公务的僧官），以及包括噶章在内的达赖喇嘛身边的随行人员。噶章表示很同意这个方案。他说：“这些人都很适当，不过我的意见还应该邀请达赖喇嘛的五位村晓（侍读），他们都是帮助达赖完成大业（指考格西）的，请了他们去，达赖喇嘛会很高兴。”噶章还提议：“请帖上不要印上其他文字，只是在送请帖时说明是为了祝贺达赖考中格西学位就可以了。”梁洪提醒：“无论哪天来都可以，只是最近叛乱分子经常挑衅，有可能利用这件事情进行阴谋活动，达赖喇嘛的安全问题，请妥为安排。”噶章表示，达赖喇嘛的饮食，他可以负责安排，至于警卫问题，他要求梁洪与古松代本（即达赖警卫代本)联系。
1959年3月8日下午，代理基巧堪布噶章·洛桑仁增电话通知中共西藏工委统战部，达赖定于藏历二月一日拉萨时间下午一点（公历3月10日北京时间下午3点）到西藏军区礼堂看戏。3月9日，西藏工委处长李佐民到噶章处通报达赖喇嘛看戏的安排情况，并且交给噶章一份接待计划。这个计划详细说明了在军区礼堂里接待达赖喇嘛的礼节、仪式、休息时间、地点、节目内容等，甚至连进入礼堂时乐队演奏的乐曲等细节都在计划中作了说明。对于这个计划，噶章表示同意。
3月10日拉萨发生骚乱。100多人在罗布林卡召开“人民会议”，公开提出“藏独”问题，并决定由索康、雪苦巴、噶章·洛桑仁增等人领导“藏独”运动；从3月11日起不许在西藏自治区筹备委员会机关工作的藏族官员去办公；抽调哲蚌寺、色拉寺各十五名喇嘛任罗布林卡警卫；调部分康区来拉萨人员进驻罗布林卡任达赖的警卫。拉萨骚乱期间，噶章·洛桑仁增逃往印度。
中华人民共和国国务院总理周恩来于1959年3月28日发布命令，宣布解散噶厦，由西藏自治区筹备委员会行使噶厦政府的职权。噶章·洛桑仁增的西藏自治区筹备委员会委员职务同时被撤消。
1960年至1970年，任流亡政府财政部噶伦。1970年至1975年，任流亡政府噶伦赤巴。